# Clase Golf
Clase Golf es la designación OTAN de un tipo de submarino de misiles balísticos de propulsión diésel pertenecientes a la Armada Soviética. La denominación soviética era Proyecto 629. Se diseñaron después de modificar con éxito seis submarinos de la clase Zulú para transportar y lanzar misiles Scud. Todos los submarinos de la clase Golf se retiraron del servicio entre 1990 y 1991.

## Historia
En los comienzos de la Guerra Fría, en la primera mitad de los años cincuenta, la Unión Soviética comenzó un plan de fortalecimiento de su marina de guerra basado en la construcción de barcos de gran desplazamiento. Hecho que ponía énfasis en la flota de submarinos y la capacidad de lanzar misiles de largo alcance.

### Desarrollo
Siguiendo esta línea, se desarrolló el Proyecto V-611, de submarinos con capacidad misilística. Pero el 26 de enero de 1954, el alto mando soviético emitió un comunicado requiriendo que fuesen capaces de soportar misiles balísticos. Tras lo cual, los diseños debieron reestructurarse a las nuevas expectativas. En mayo de ese año, en la oficina de diseño OKB-16, comenzó el desarrollo del Proyecto 629, en conjunto con el sistema de lanzamiento misiles D-2 con el que iba a ir armado. Originalmente estaban armados con misiles R-11FM, pero luego se los adaptó para ir equipados con misiles R-13, de tecnología más avanzada.
La construcción del primer modelo se inició en 1957 y fue llevado a cabo en los astilleros de Severodvinsk y Komsomolsk del Amur. Menos de un año más tarde, el primer submarino fue botado y comenzó las pruebas en el mar. A partir de 1960, comenzaron las entregas a las flotas del Norte y del Pacífico de las primeras unidades operativas. La producción de esta clase se interrumpió en 1962, luego de que se construyeran tan solo 23 unidades, 16 en la Flota del Norte y 7 en Extremo Oriente. Las fechas exactas de entrada en servicio de los distintos ejemplares, así como su historial de funcionamiento son desconocidos.

#### Unidades construidas en Severodvinsk
- B-92: Entrada en servicio en 1960, luego denominado K-96 (o K-61 según otras fuentes). En diciembre de 1976 el proyecto fue convertido a 629R, y entró en servicio con el nuevo nombre de BS-167. Fue desguazado en 1991.
- B-40: Renombrado a K-72. Desguazado en 1991.
- B-41: Renombrado a  K-79. Convertido a la clase Golf II en 1974 y renombrado a K-372. Desguazado en 1991.
- B-42: Renombrado a K-83. Convertido al Proyecto 629R en 1978 y renombrado a BS-83.
- B-121: Renombrado a K-102. Convertido a clase Golf IV en 1973.
- B-125: Renombrado a K-167.
- B-45: Renombrado a K-88. Fue el primero en ser convertido a clase Golf II, el 28 de diciembre de 1966.
- B-61: Renombrado a K-93. Convertido a clase Golf II. Desguazado en 1991.
- B-15: Renombrado a K-113. Convertido a Proyecto 629E. Desguazado en 1974.
- K-118: Convertido a clase Golf III en diciembre de 1976.
- K-36: Renombrado a K-106. Desguazado en 1980.
- K-91: Desguazado en 1980.
- K-107: Convertido al Proyecto 629R en 1978 y renombrado a BS-107. Desguazado en 1991.
- K-110: Convertido a la clase Golf II.
- K-153: Inicialmente convertido a la clase Golf II en 1978, reconvertido a clase Golf V en 1978. Renombrado a BS-153 en 1991, dado de baja ese mismo año y desguazado al año siguiente.
- K-142: Convertido a la clase Golf II en 1967. Desguazado en 1991.

#### Unidades construidas en Komsomolsk del Amur
- B-93: Renombrado a K-126. Fue convertido a la clase Golf II.
- B-103: Renombrado a  K-129. Se hundió entre marzo y abril de 1968, declarado oficialmente hundido el 3 de agosto de ese año.
- B-109: Renombrado a K-136. Fue convertido a la clase Golf II.
- B-113: Renombrado a K-139. Fue convertido a la clase Golf II.
- K-75: Renombrado a B-575. Fue convertido a la clase Golf II.
- K-99: Convertido a la clase Golf II.
- K-163: Convertido a la clase Golf II.

### Vida operativa
Los submarinos que entraban en servicio en la Flota del Norte, formaban parte de la 140.ª brigada de submarinos con base en la bahía Cerval, en la base Gadzhievo. El 15 de junio de 1961, de esta brigada se crearon dos divisiones. La división 16.ª de la 12.ª escuadra de submarinos, que se mantuvo en la anterior base, y la división 18.ª de la 12.ª escuadra con base en la bahía Yagelnaya, Gadzhievo. Según algunas fuentes, los submarinos realizaban la guardia de combate sin cargas nucleares en los cohetes.
Las patrullas se realizaba en Atlántico Norte y Occidental — cerca de las Islas Canarias, cerca de la costa de EE. UU. y cerca de Terranova. Durante la Crisis de los Misiles en julio de 1962 se plano formar la 20.ª división de submarinos con base en Cuba, en que la debían entrar siete submarinos de la 18.ª división — «К-36», «К-91», «К-93», «К-110», «К-113», «К-118», «К-153». Los submarinos fueron armados con ojivas nucleares. Una serie de submarinos consiguieron hacerse a la mar, como el «К-83», pero debido al fin de la crisis recibieron la orden de volver a la base.
Los submarinos con base en el Extremo Oriente, formaban parte de la 29.ª división de submarinos con base en la bahía Norte, el golfo Vladímir, el poblado la Concha. Dos submarinos del proyecto 629 fueron transferidos de la Flota de Norte a la del Océano Pacífico. En verano 1971 paso al Océano Pacífico el «К-61» (que era «Б-29»), y el verano de 1973 — «К-107» (que era «Б-125»). 
Después de aceptar como armamento el sistema de lanzamiento D-4 (en ruso: Д-4) con el misil R-21 (en ruso: Р-21) comenzó el reequipamiento gradual con los nuevos cohetes de los submarinos proyecto 629 (con la designación 629А). En total desde 1962 al 1972 como proyecto 629А se reequiparon 13 submarinos. Los submarinos que quedaron se reequiparon como submarinos-retransmisores y de exploración.

### Accidente
El 8 de marzo de 1968, a 1.560 millas náuticas (2.890 kilómetros) al noroeste de Oahu, en el Océano Pacífico, el submarino de la clase Golf II K-129, por razones desconocidas, superó la profundidad máxima a la que se podía sumergir e implosionó. La red SOSUS detectó el accidente. Los 98 tripulantes perecieron y el submarino se hundió con sus tres misiles balísticos y dos torpedos nucleares. Los Estados Unidos recuperaron partes del submarino en julio de 1974 a una profundidad de alrededor de 5 km, en una operación denominada Proyecto Azorian.
Dos submarinos nucleares a punto de ser retirados, USS Halibut (SSN-587) y USS Seawolf (SSN-575), fueron reconstruidos y puestos al servicio como vehículos submarinos de búsqueda a gran profundidad. El Halibut descubrió el submarino soviético hundido que contenía al menos un misil balístico con la cabeza nuclear completa e intacta. Melvin Laird , secretario de Defensa de los Estados Unidos durante la presidencia de Richard Nixon, aprobó el proyecto Azorian para recuperar el submarino. Seis años más tarde, a 350 millas náuticas (648 km) al norte de las hawaianas Islas de Sotavento, una garra mecánica descendió 5.200 m hasta el fondo del Pacífico, guiados por ordenadores a bordo del Glomar Explorer. Después de encontrar los restos del submarino, unas 5.000 toneladas de acero retorcidas y oxidadas y comenzaron a ser izadas lentamente a la superficie. Según parece una garra se rompió y parte del submarino volvió al fondo. No se sabe a ciencia cierta cuan exitoso fue el esfuerzo, pero Estados Unidos admitió la recuperación de una parte del K-129, con seis cuerpos de marineros soviéticos en el interior.

## Diseño
El diseño partió de la base de la clase Foxtrot con la intención de facilitar y agilizar el desarrollo y compartir sistemas. El submarino iba armado con tres misiles balísticos estibados en tres silos montados en la parte trasera en una gran vela. Con el fin de bajar el centro de gravedad y manter la estabilidad del submarino el compartimento de los cohetes tenía forma de "ocho" — la intersección de dos cilindros paralelos, soldados entre ellos de diámetros 5,8 (superior) y 4,8 metros. Esto ocasiono la aparición de una "joroba" en la parte inferior del casco, que ocupa un tercio de la longitud del barco y sobresale de la línea básica 2,55 metros hacia abajo. Los misiles sólo se podían disparar desde la superficie, pero el submarino podía seguir en navegación sin necesidad de detenerse. Durante la fase de diseño conceptual los ingenieros se dieron cuenta de que no se podía cumplir las especificaciones requeridas, por lo que el proyecto técnico se modificó en enero de 1956. Como el desarrollo del sistema de misiles era paralelo al del submarino, el diseñador jefe N. Isanin propuso terminar los primeros submarinos con el sistema de lanzamiento D-1 y posteriormente reequiparlos con el nuevo desarrollo. Por lo cual los tres primeros barcos estaban equipados, cada uno, con tres misiles balísticos R-11FM (en ruso: Р-11ФМ) con un alcance de alrededor de 150 km. los restantes fueron equipados con el misil R-13 (en ruso:Р-13 , OTAN: SS-N-4) de mayor alcance.

Perfil proyecto 629 (OTAN Golf I)

Los submarinos cabeza de serie, Б-92 y Б-93, empezaron a construirse en 1957 en dos astilleros. El de Severodvinsk en el Norte y el otro en Komsomolsk del Amur en el Lejano Oriente. A finales de 1958 ya se encontraba listos para las pruebas y empezó la fabricación en serie que se prolongó hasta 1962. En Severodvink se construyeron 16 mientras que en Komsomolsk del Amur solo 8, incluido el número de serie 208, para la Armada de la República Popular de China. Los chinos lo modificado en 1966, y al parecer, todavía está en servicio.
Todos los buques soviéticos se habían retirado del servicio en 1990. En 1993, diez fueron vendidos a Corea del Norte como chatarra.

## Modificaciones
El Proyecto 629 sufrió varias modificaciones a lo largo de su vida operativa. La principal fue el Proyecto 629A donde se cambió el armamento principal. Varios submarinos sufrieron modificaciones para servir de banco de prueba de distintos sistemas de misiles. Esto permitió probar todos los tipo de SLBM que estuvieron en servicio desde la década de 1960 a la del 2000.

### Proyecto 629B
El decimosexto barco de la serie, el K-142, fue construido según un proyecto revisado y tenía como finalidad probar los misiles R-21 de disparo sumergido, tanto de combustible sólido, el sistema de lanzamiento D-6 , como el de combustible líquido, el sistema de lanzamiento D-4. Después de 27 lanzamientos del R-21 se aceptó para entrada en servicio el sistema de lanzamiento D-4.

### Proyecto 629A
En julio de 1962 se decidió modernizar el proyecto 629 al proyecto 629A, mediante la instalación del complejo de misiles D-4 con misiles R-21. El proyecto se desarrolló con la condición de minimizar el tamaño de la remodelación. El cuarto compartimento y el espacio entre los cascos experimentaron cambios importantes. Se instalaron nuevos silos de misiles y tanques de lastre adicionales para evitar que el submarino ascienda después de cada disparo. Esta modificación recibió en occidente el nombre de Golf II.

### Proyecto 629R
Entre 1971 y 1972 basándose en un submarino del tipo 629 se elaboró el proyecto 629R de submarino radiorepetidor, destinado a proporcionar una comunicación fiable entre el mando de la flota y los barcos de superficie y submarinos que se encuentran en cualquier punto de los océanos del mundo. El proyecto consistió en desmantelar los sistemas de misiles, torpedos y alimentar el sistema de navegación, "Plutón-629"  (en ruso «Плутон-629») para la colocación de antenas, equipos de radio y sistema de navegación "Puente U"  (en ruso «Мост-У»). En condiciones de trabajo estable simultaneaba la recepción y transmisión. Esto se lograda mediante la separación de las antenas de recepción y de transmisión y receptores con una protección adicional contra las interferencias. Prevista la renovación de los cuatro submarinos del Proyecto 629: K-83 K-107, K 61 y K-113. Pero al final la K-113 se canceló. Los buques renovados fueron nombrados BC-83 BC-107 BC-61. Los tres buques fueron encargados en 1978.

### Proyecto 605
El submarino K-102 se le reequipo con el sistema de lanzamiento de misiles D-5 con misiles R-27 y F-27K (4K-18, SS-NX-13), diseñado respectivamente, para atacar objetivos en la costa y portaaviones [4]. Inicialmente, estaba previsto la instalación de seis misiles, pero debido a las restricciones para no instalar dos juegos de equipos de control, se limitaron a cuatro misiles. Esta modificación recibió en occidente el nombre de Golf IV. El proyecto fue desarrollado entre los años 1968 a 1969, y el reequipamiento se completó en septiembre de 1973. Las prueba de misil tuvieron lugar del 11 de septiembre de 1973 al 15 de agosto de 1975. No se convirtieron otros buques del proyecto 629. El sistema de lanzamiento de misiles D-5 se instaló en los submarino del proyecto 667A "Navaga" .

### Proyecto 601
EL submarino K-118 del Proyecto 629 se remodeló para probar el sistema de lanzamiento de misiles D-9, con 6 misiles RSM-40 ( R-29 ). El proyecto requirió una transformación sustancial del buque, se sustituyó el 70% del casco exterior y más de la mitad de los compartimentos del casco de presión. Esta modificación recibió en occidente el nombre de Golf III. Las pruebas se iniciaron en 1976.
Tras la realización de las prueba el D-9 entró en servicio, equipando a los submarinos atómicos Proyecto 667B "Murena". Está previsto que la nueva versión del sistema de lanzamiento, D-9RMU2, estará en servicio al menos hasta 2020 .

### Proyecto 619
El submarino K-153 se convirtió en el banco de pruebas del sistema de lanzamiento de misiles D-19 y fue renombrado como BC-153. La OTAN lo denominó Golf V. Las modificaciones se efectuaron en Sevmash, equiparon al buque con un silo para lanzar un cohete de tres etapas de combustible sólido RSM-52 ( R-39 ). Las pruebas se realizaron en el Mar Negro en 1979, se realizaron siete lanzamientos de pruebas. Posteriormente, el sistema de lanzamiento D-19 se montó en el submarino más grande del mundo, el SSBN Proyecto 941 "Akula".
Existían planes para utilizarlo para probar el sistema de lanzamiento de misiles D-19UTTH ( R-39UTTH "Corteza" ).